# Liste der Naturdenkmale in Bad Friedrichshall
| Naturdenkmale | Anzahl |
| ------------- | ------ |
| FND           | 3      |
| END           | 1      |
| Gesamt        | 4      |

Die Liste der Naturdenkmale in Bad Friedrichshall nennt die verordneten Naturdenkmale (ND) der im baden-württembergischen Landkreis Heilbronn liegenden Stadt Bad Friedrichshall. In Bad Friedrichshall gibt es insgesamt vier als Naturdenkmal geschützte Objekte, davon drei flächenhafte Naturdenkmale (FND) und ein Einzelgebilde-Naturdenkmal (END).
Stand: 31. Oktober 2016.

## Flächenhafte Naturdenkmale (FND)
| Name                           | Bild | Kennung     | Einzelheiten       | Position | Fläche Hektar | Datum         |
| ------------------------------ | ---- | ----------- | ------------------ | -------- | ------------- | ------------- |
| Feuchtgebiet am Attichsbach    | BW   | 81250050001 | Bad Friedrichshall | ⊙        | 0,4           | 18. Juli 1986 |
| Kleebwaldfläche im Plattenwald | BW   | 81250050004 | Bad Friedrichshall | ⊙        | 3,9           | 18. Juli 1986 |
| 2 Weiher in der Kocheraue      | BW   | 81250050002 | Bad Friedrichshall | ⊙        | 0,5           | 18. Juli 1986 |
| Legende für Naturdenkmal       |      |             |                    |          |               |               |

## Einzelgebilde (END)
| Name                        | Bild | Kennung     | Einzelheiten       | Position | Fläche Hektar | Datum         |
| --------------------------- | ---- | ----------- | ------------------ | -------- | ------------- | ------------- |
| 1 Kieferngruppe (3 Kiefern) | BW   | 81250050003 | Bad Friedrichshall | ⊙        | 0,0           | 18. Juli 1986 |
| Legende für Naturdenkmal    |      |             |                    |          |               |               |